# Други храм
Други храм  (хебр. בֵּית־הַמִּקְדָּשׁ הַשֵּׁנִי, Beit HaMikdash HaSheni), познат и као Иродов храм, био је јеврејски свети храм, који се налазио на Храмовној гори у Јерусалиму, између око 516. године п. н. е. и 70. године н. е. По њему је име добио Период Другог храма.
Према Танаху (Стари завјет), замијенио је Соломонов храм (Први храм), који је током опсаде Јерусалима уништило Нововавилонско царство 586. године п. н. е, након чега је дио становништва Краљевства Јудеје депортован у Вавилон.
Према Библији, Други храм је првобитно био прилично скромна грађевина коју си изградили бројни јеврејски повратници у Левант из вавилонског ропства под управом ахемединског гувернера Зоровавеља. Међутим, током владавине Ирода Великог, Други храм је потпуно обновљен, а првобитна структура је потпуно преуређена у велика и величанствена здања и фасаде које су препознатљивије. Како су Вавилонци уништили Први храм, Римљани су уништили Други храм и Јерусалим око 70. године н. е. као одмазда за побуну Јевреја. Други храм је постојао укупно 585 година.
Јеврејска есхатологија укључује вјеровање да ће Други храм бити замијењен будућим Трећим храмом.